# Noblesse (nouvelle)
Pour les articles homonymes, voir Noblesse.
Noblesse est une nouvelle de Marcel Aymé, parue dans Candide en 1930.

## Historique
Noblesse est une nouvelle de Marcel Aymé, parue dans Candide le 3 juillet 1930, puis dans son premier recueil de nouvelles Le Puits aux images en avril 1932.

## Résumé
Dans la cour de la firme Paris-Cinéma, les figurants attendent les ordres du régisseur pour former deux groupes : la noblesse et le peuple...